# حبة غذائية

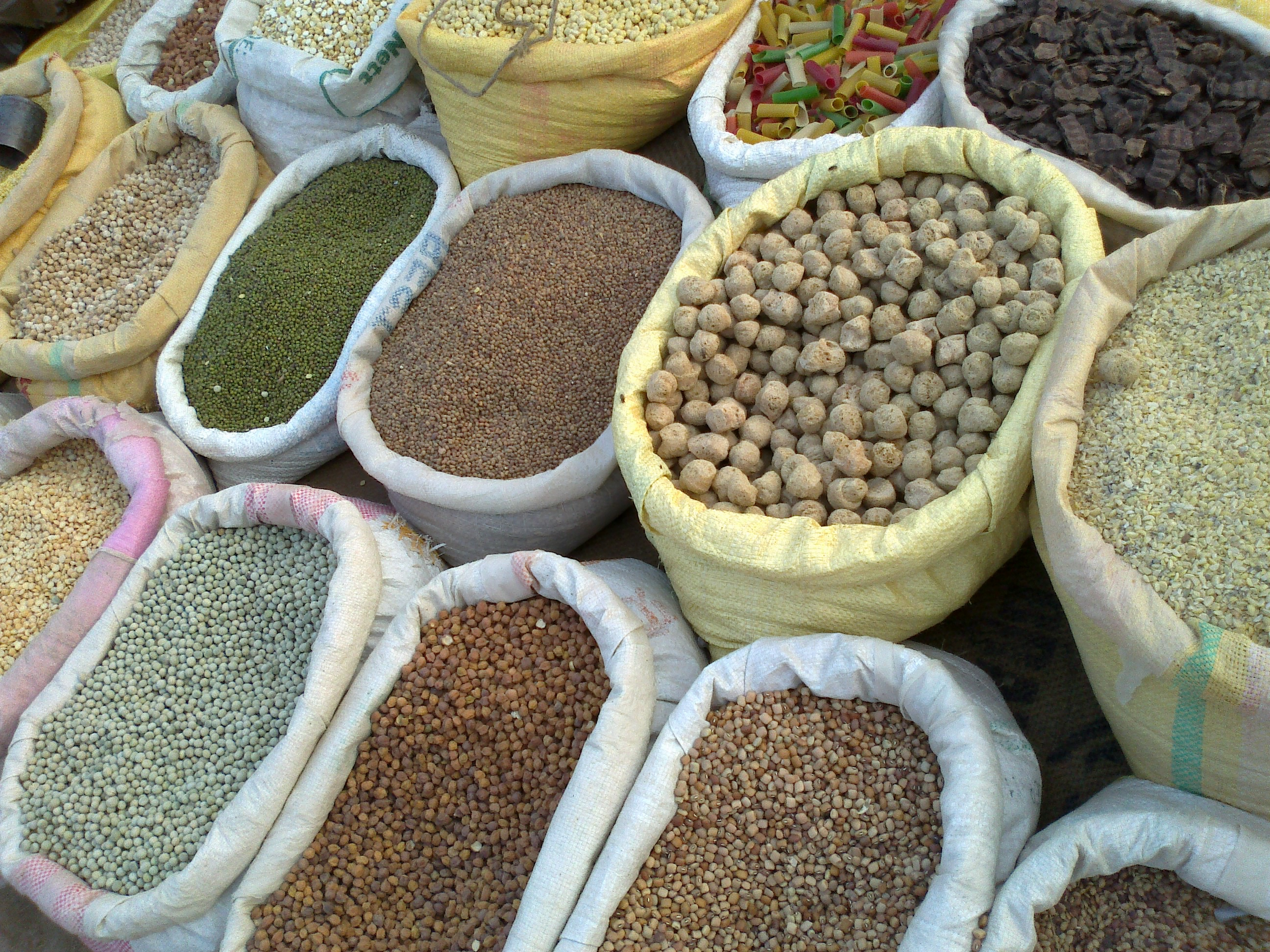
الحبوب الغذائية في الأسواق الأسبوعية

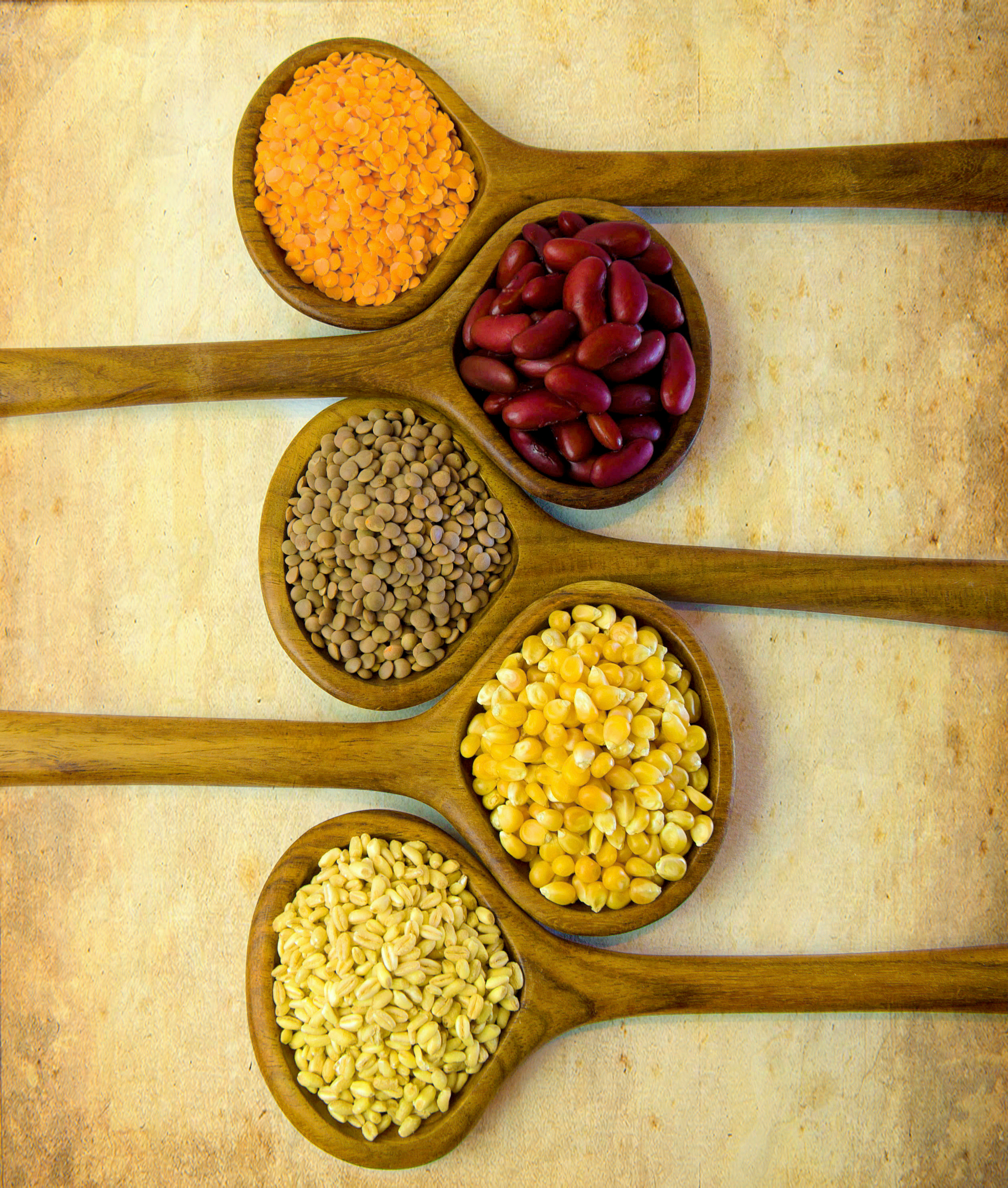
بعض أنواع الحُبوب التي تُزرع في مصر، (منَ الأعلى إلى الأسفل: عدس، فاصولياء، عدس، ذرة، قمح).

الحبوبالغذائيَّة (بالإنجليزية: Grain)‏ هيَ بذور صغيرة وقوية وجافة، قد تكون بقشرة أو بدون أو تكون متصلة بالثمرة. وتُحصد للاستهلاك البشري أو الحيواني. وأيضا يسمي المهندسين الزراعيين النباتات المنتجة لهذه البذور “محاصيل الحبوب”.
هناك نوعان رئيسيان لمحاصيل الحبوب التجارية وهي الحبوب النجيلية مثل القمح والذرة وشيلم مزروع، والبقول مثل الفاصوليا والفول والعدس.
تمتاز الحبوب الجافة بعد حصدها بالقوة والمتانة أكثر من الأغذية الرئيسية الأخرى، مثل الفواكه النشوية كموز الجنة وفاكهة الخبز والدرنات مثل البطاطا الحلوة والبفرة. هذه المتانة جعلت الحبوب مناسبة جدا للزراعة المكثفة فيمكن حصاد الحبوب آليا، ونقلها بواسطة السكك الحديدية أو السفن وتخزينها لفترات طويلة في الصوامع.
تطحن بعض الحبوب لإنتاج الطحين ويعصر بعضها لاستخراج الزيت. ولذلك نجد في أسواق السلع الغذائية العالمية بورصة للكانولا والذرة والأرز وفول الصويا والقمح وغيرها من الحبوب، لكن ليس للدرنات أو الخضروات أو المحاصيل الأخرى.

## الحبوب والحبيبات
في علم النبات تعتبر الحبيبات والحبوب مترادفة مع البرة وهي ثمار من فصيلة العشب . في الهندسة الزراعية والتجارية تسمى البذور أو الفاكهة التي من فصائل النباتات الأخرى بالحبوب إذا كانت مشابه للبرة مثل القُطَيفة تباع باسم “قطيفة الحبوب” ويمكن وصف منتجات القُطَيفة بوصف“ الحبوب الكاملة”.
كانت الحضارات في العصر قبل الكولومبي في جبال الأنديز تعتمد على الحبوب في نظامها الغذائي ولكن هذه الحبوب الغذائية في التضاريس المرتفعة لم تكن من محاصيل الحب. جميع الحبوب الثلاث المحلية لجبال الأنديز هي نباتات عريضة الأوراق بدلا من الأعشاب مثل الذرة والأرز و القمح.

## التصنيف
الحبوب
جميع محاصيل الحبوب هي أنواع من الفصيلة العشبيه، تحتوي الحبوب على كمية كبيرة من النشا والكربوهيدرات التي توفر الطاقة الغذائية.

## حبوب الموسم-الدافئ (C4)
-حبوب إيلوزين كوراكانا
-حبوب فونيو
-حبوب دخن ذيل الثعلب
-حبوب (بسبالوم سكروبيكولاتوم ) دخن كودو
-حبوب إيكينوكلوا المغذية
-حبوب دمع أيوب
-حبوب الذرة
-حبوب الثيوم الأغبر حبوب الدخن الشائع

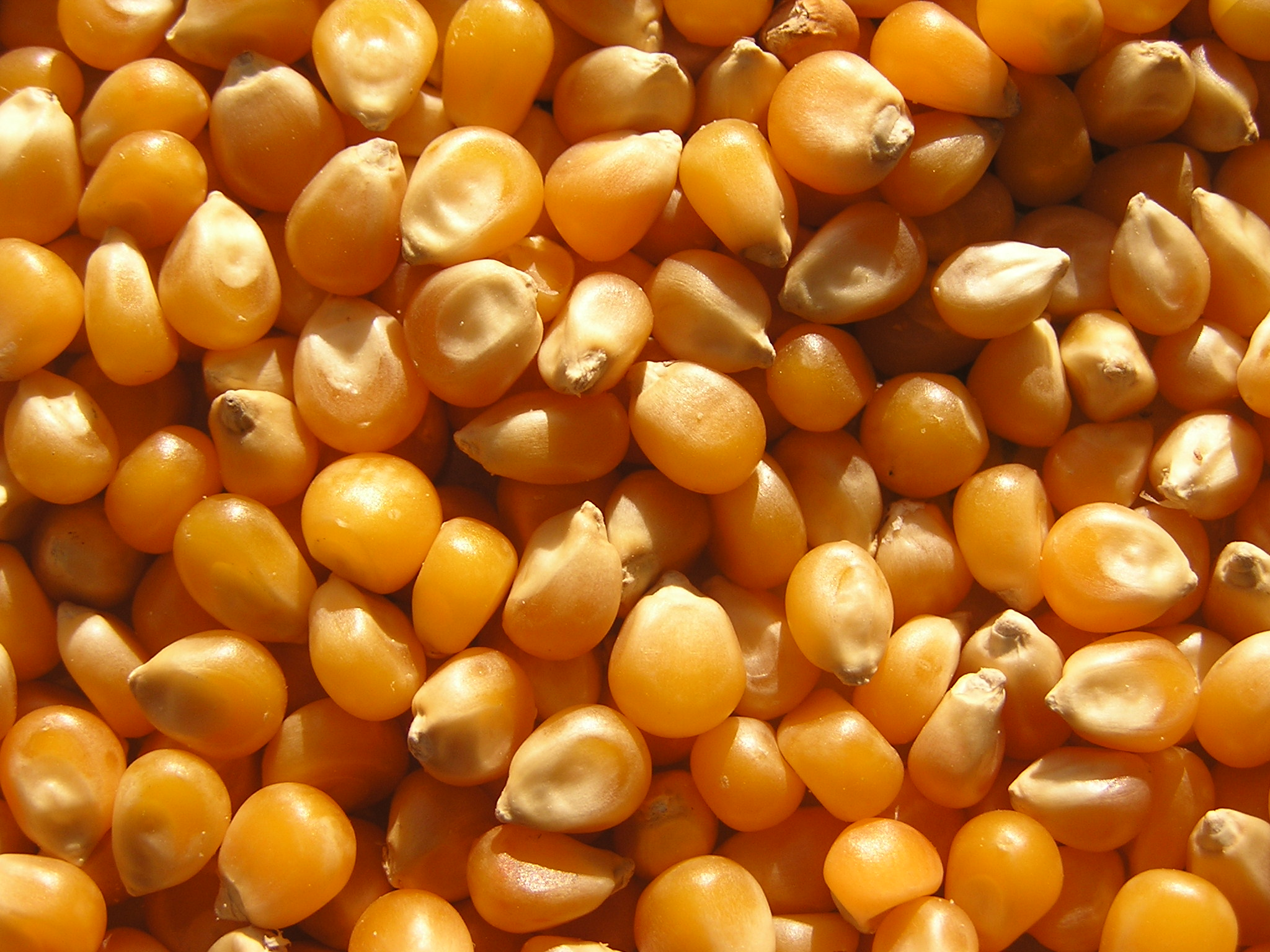
حبيبات الذرة

-حبوب السرغوم

## حبوب الموسم-البارد (C3)

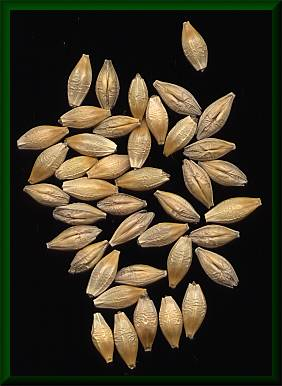
شعير

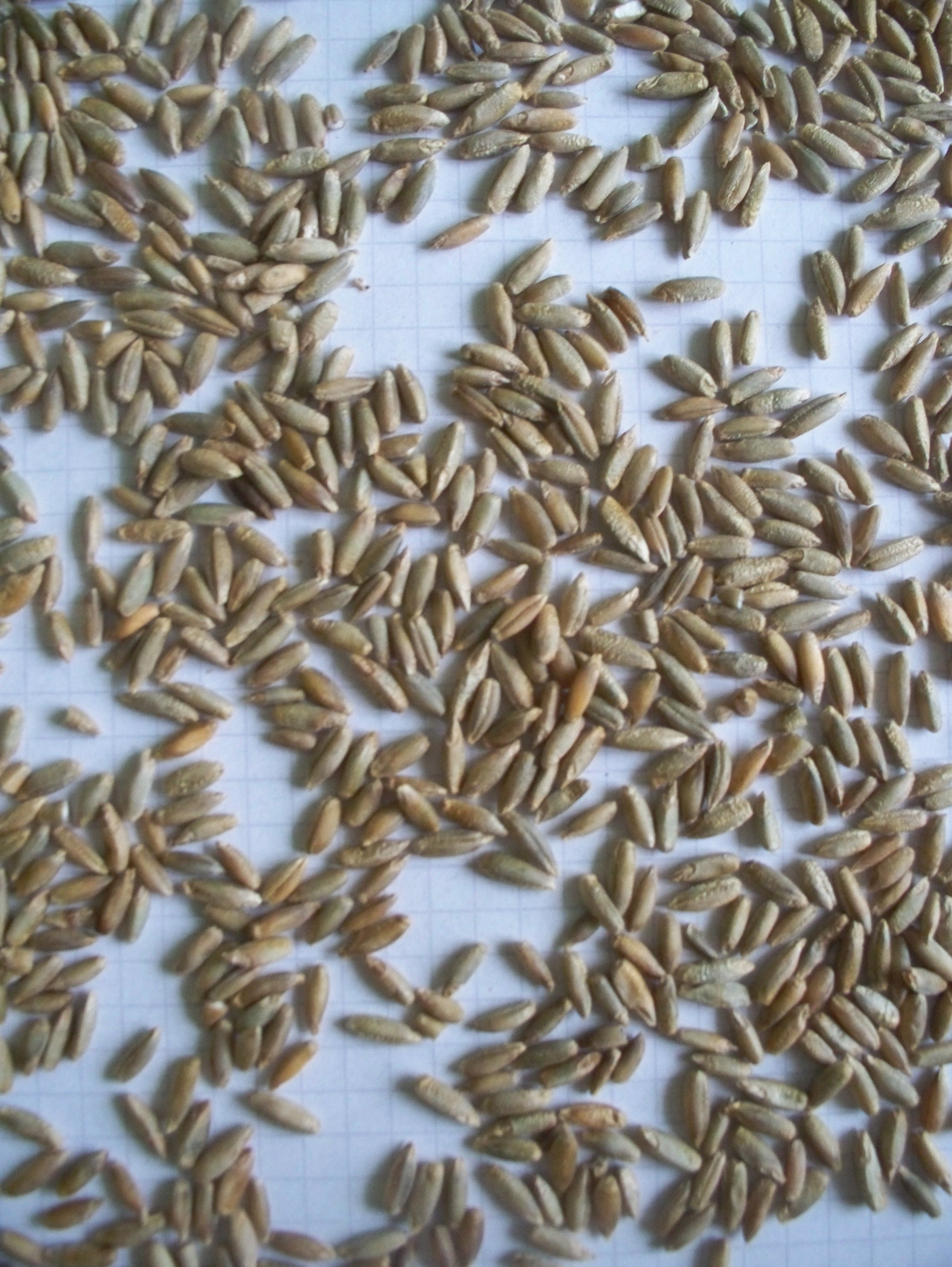
Rye grains.

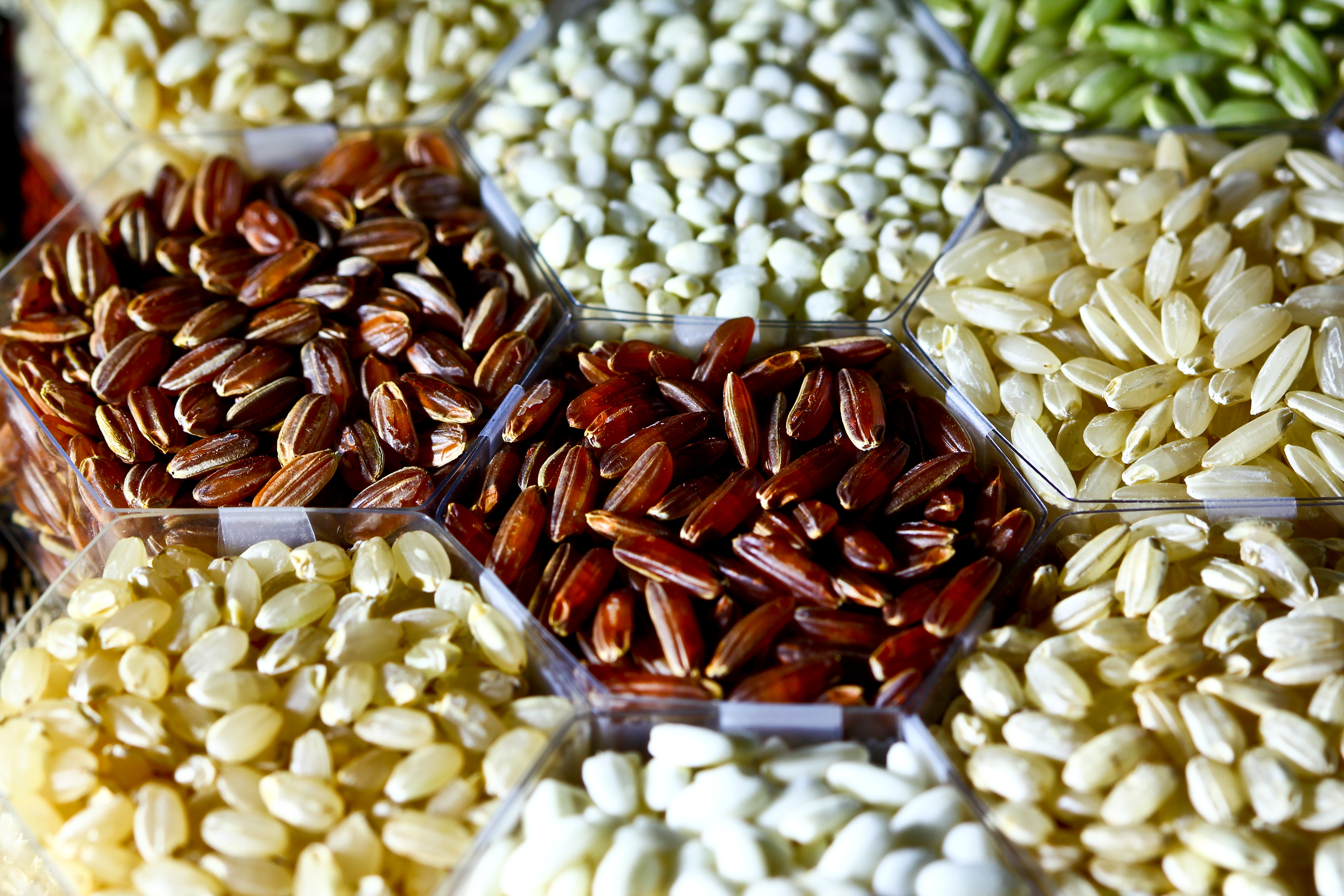
Rice grains by the IRRI.

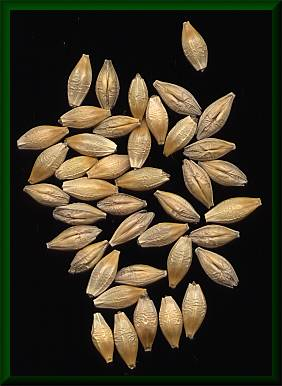
الشعير

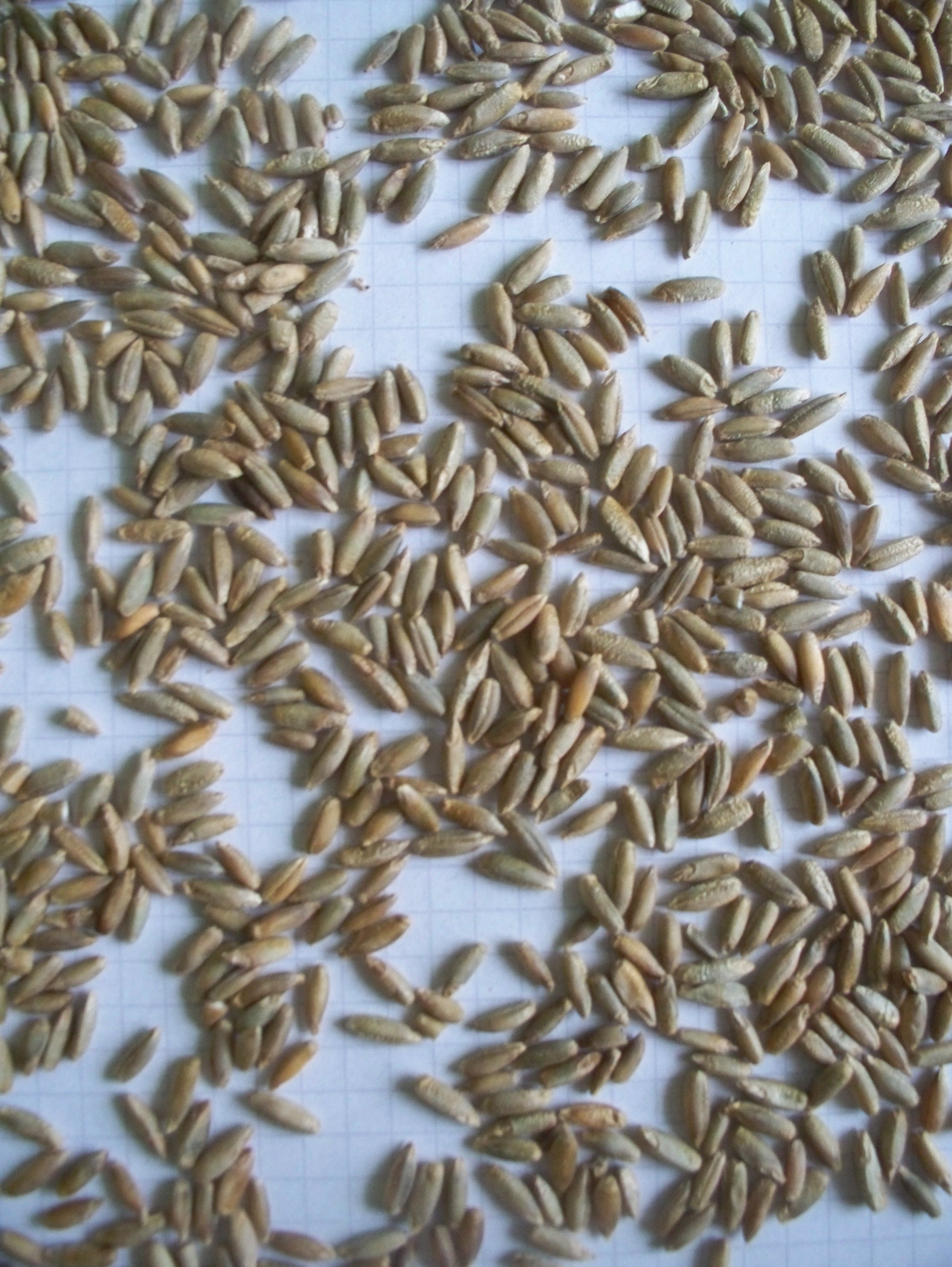
حبوب الشيلم

- شعير
- شوفان
- أرز
- شيلم مزروع
- أثب تيفي
- قمحيلم
- قمح
- أرز بري
- شيلم مزروع *الأثب التيفي *القمحيلم.
- القمح.

## الحبوب المزيفة
وتسمى أيضا الحبوب الوهمية [الإنجليزية] أو الكاذبة وهي نباتات غير عشبية تستخدم بشكل مشابه للحبوب وتتميز بمواصفات غذائية قريبة منها)،الحبوب النشوية من الأوراق العريضة (الثنائية) الفصائل النباتية :
-قطيفه (الفصيلة القُطَيفية).
-الحنطة السوداء (الفصيلة البَطْبَاطِيَّة).
-الكينوا (الفصيلة القُطَيفية، سابقا تصنف تحت الفصيلة السرمقية) الحبوب البقوليات أو البقول .
أحد الأنواع البُقُولِيَّة، تحتوي البقول على نسبه عالية من البروتين أكثر من أي نباتات الغذائية الأخرى. ويمكن أيضاً أن تحتوي على النشا أو الزيت.

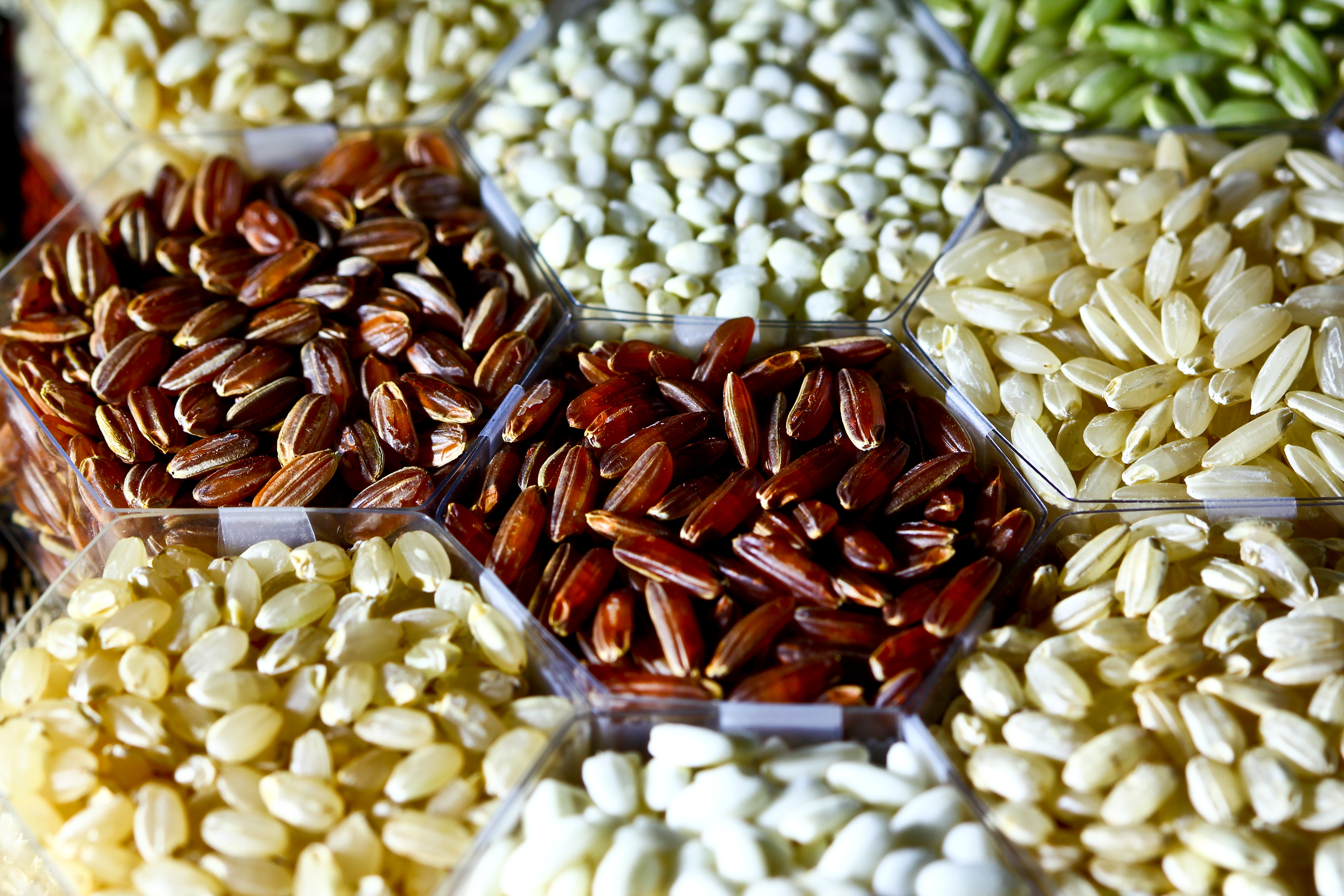
حبوب الأرز

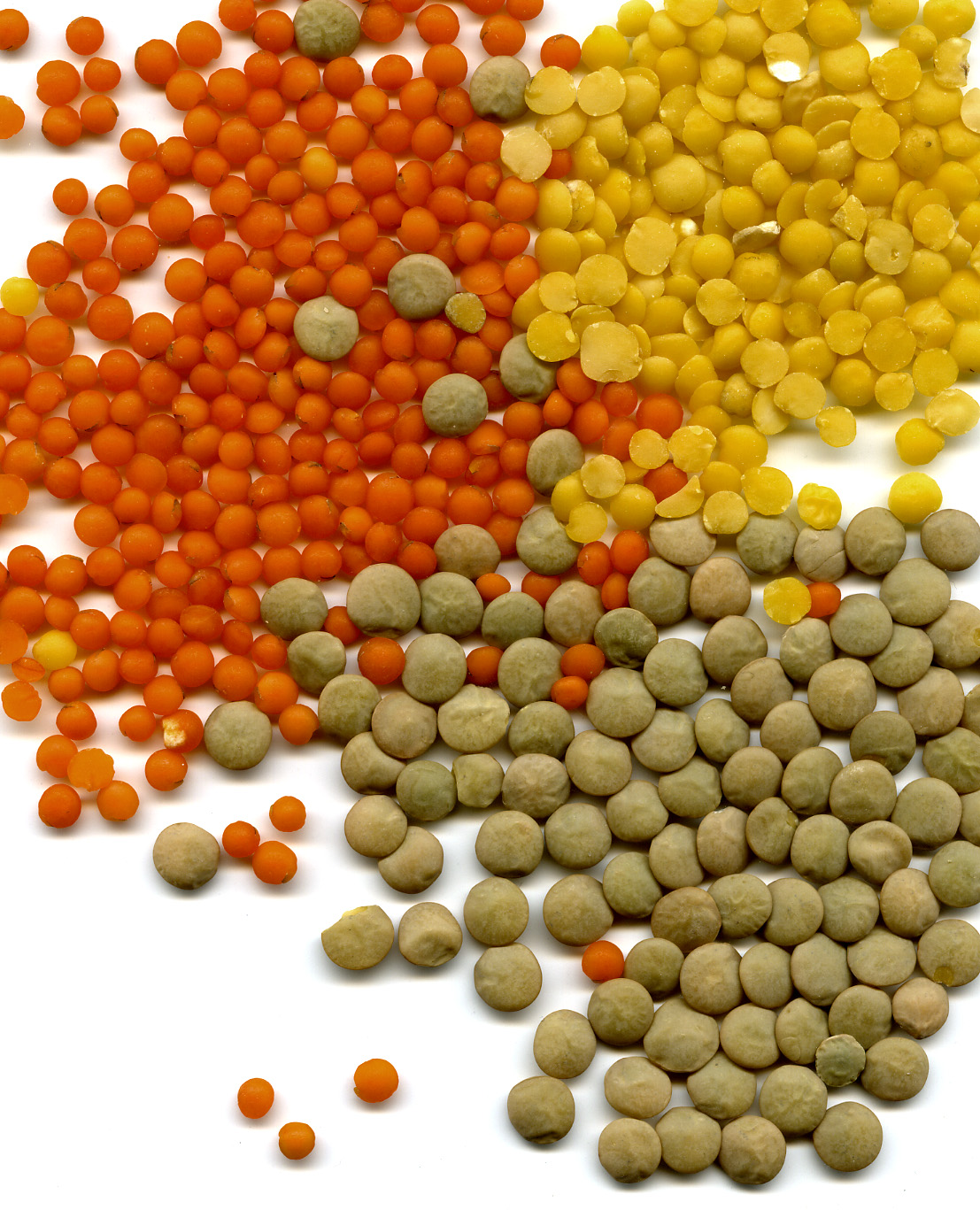
العدس

الحمص.
الفاصوليا الشائعة.
البازلاء الشائعة (حديقة البازلاء).
الفول .
العدس.
فاصوليا هلالية.
نباتات الترمس.
بقلة الماش.
الفول السوداني.
البازلاء الهندية.
الفاصوليا القرمزية.
فول الصويا.

## البذور الزيتيه
تزرع الحبوب في الأساس لاستخراج الزيوت النباتية . توفر الزيوت النباتية الطاقة وبعض الأحماض الدهنية الأساسية ويمكن استخدامها كوقود أو مواد التشحيم.

## فصيلة الخردل
البراسيكا السوداء.
الخردل الهندي.
السلجم (ويشمل الكانولا).

## فصيلة الزهور النجمية

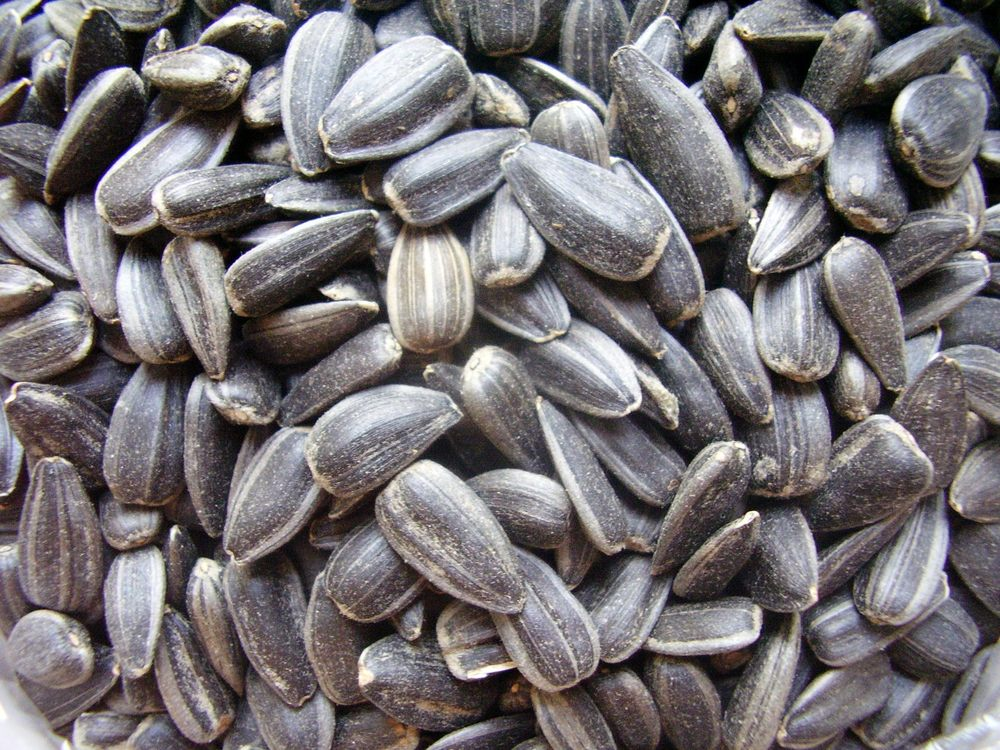
بذور حب الشمس - حب بذور دوار الشمس

العصفر.
بذور حب الشمس.

## الفصائل الأخرى
بذور الكتان ( الفصيلة الكتانية ).
بذور القنب ( الفصيلة القنبية).
بذور الخشخاش ( الفصيلة الخشخاشية).

## الأثر التاريخي من زراعة الحبوب
يمكن تخزين الحبوب وقياسها ونقلها بسهولة أكثر من المحاصيل الغذائية الأخرى مثل الفواكه الجذور والدرنات الطازجة وذلك لأنها صغيرة الحجم وقوية و جافة. سمح تطور زراعة الحبوب بإنتاج الطعام الفائض وتخزينه بسهولة والذي كان من شأنه أن أدى إلى إنشاء أول مستوطنات مؤقتة وتقسيم المجتمع إلى طبقات.